# Inflációs célkövetés
Az inflációs célkövetés a központi bankok (jegybankok) által folytatott monetáris politika egyik lehetséges rendszere, amelynél a jegybank végső célja az infláció alacsony szinten való stabilizálása (árstabilitás). A stabilitást az inflációra vonatkozó előrejelzések, várakozások rövid kamatokon keresztüli kontrolljával éri el.
Az inflációs célkövetést folytató jegybankok az infláció egy meghatározott, a fogyasztói árindex éves százalékos változásában mért számszerű célt (inflációs cél) tűznek ki maguk elé. Ez az inflációs cél a modern gazdaságokban, így az Európai Unióban is általában 2–3%. Az ennél alacsonyabb infláció, vagy éppen a defláció ugyanis hátrányosan hat a gazdasági növekedésre. Az irányadó kamat szintjét úgy változtatják, hogy az inflációs cél teljesüljön. Rendszeres időközönként előrejelzést készítenek a jövőben várható inflációról, és amennyiben az számottevően meghaladja a célértéket, szigorítanak a monetáris kondíciókon, azaz kamatot emelnek, míg ha a várható infláció alacsonyabb a célnál, akkor lazítanak, azaz csökkentik a kamatot.
Az inflációs célkövetés kulcseleme az előretekintő jegybanki viselkedés. Hatékony megvalósításához megbízható inflációs előrejelző technikákra, a gazdaság és a monetáris politika hatásmechanizmusának kellő ismeretére van szükség.

## Az inflációs célkövetés rendszere
A modern jegybankoknak, így a Magyar Nemzeti Banknak is, elsődleges célja az árstabilitás elérése, illetve fenntartása. Az árstabilitás az árszint változatlanságával, vagy nagyon alacsony (fejlett országokban általában 0-2%) inflációval jellemzett gazdasági környezet, ahol a gazdasági szereplők fogyasztási és beruházási döntéseinek meghozatalában az infláció nem döntési tényező. Az árstabilitás, mint elsődleges cél eléréséhez és fenntartásához szükség van egy nominális horgony kijelölésére, amely orientálja a gazdasági szereplők nominális változókra vonatkozó várakozásait, valamint egy olyan intézményi keretre, amelyben a jegybank működteti a monetáris politikát: kijelöli az elsődleges cél eléréséhez alkalmazandó jegybanki eszközöket és a róluk való döntések menetét. Az inflációs célkövetéses rendszerben a nominális horgony szerepét a jegybank inflációs célja, az intézményi keretet pedig a cél eléréséhez szükséges lépések és a döntéshozatal szabályai adják. Az új-zélandi jegybank 1989-ben elsőként alkalmazta ezt a monetáris politikai rezsimet, és – részben a sikeres működés láttán, részben a közgazdasági elméleti eredményektől inspirálva – a Nemzetközi Valutaalap klasszifikációja szerint ma már több mint 20 országban működik inflációs célkövetéses rendszer. Köztük egyaránt megtalálhatók fejlett országok (például Nagy-Britannia, Svédország, Kanada), csakúgy, mint feltörekvő vagy fejlődő gazdaságok (például Chile, Csehország, Dél-afrikai Köztársaság). Az inflációs célkövetés az euro mihamarabbi bevezetése szempontjából is megfelelő választás, hiszen a rendszer ideális keretet nyújt az inflációs kritérium teljesítéséhez.

### A rendszer fő elemei
Az inflációs célkövetés legfontosabb eleme a számszerű, előre kijelölt inflációs cél, amelynek egy előre rögzített időhorizonton történő elérésére kötelezettséget vállal a jegybank. Ez a cél elsőbbrendűséget élvez más jegybanki célokkal szemben, és az eléréséhez szükséges jegybanki eszközök alkalmazásában a monetáris politika önállóan dönt, függetlenül a gazdaságpolitika egyéb szereplőitől. Az inflációs előrejelzés az infláció jövőbeni alakulására vonatkozó, bizonyos feltevések alkalmazása mellett elkészített, rendszeres és publikus előrejelzés, mely nem mechanikus függvénye egy-egy kitüntetett változónak (például monetáris aggregátumok vagy árfolyam), hanem lehetőség szerint minden, az infláció jövőbeli alakulása szempontjából releváns információt figyelembe vesz. Emellett különös hangsúlyt fektet az egyes információk (gazdasági változók, indikátorok stb.) bizonytalanságainak kezelésére. Mindemellett a nehezen előrejelezhető, illetve a gazdaságpolitika által meghatározott változók (energiaárak, valutaárfolyamok, költségvetés, jegybanki alapkamat) esetében feltevésekkel kell hogy éljen. Az inflációs cél és az inflációs előrejelzés viszonya, az előrejelzés mögött álló gazdasági folyamatok, illetve az előrejelzést övező bizonytalanság határozza meg, hogyan dönt a jegybank. A valóságot nagyban leegyszerűsíti, de a lényeget jól kifejezi, ha a stratégia lényegét az alábbiak szerint fogalmazzuk meg: a célhoz képest magasabb előrejelzés szigorító (restriktív), azaz inflációcsökkentő hatású, míg a célnál alacsonyabb előrejelzés lazább (expanzív), azaz infláció-növelő hatású monetáris politikát kíván. A modern jegybankok, köztük az inflációs célkövetést alkalmazó jegybankok, szinte kivétel nélkül az irányadó kamatszint (jegybanki alapkamat) alakításával hajtják végre monetáris politikájukat: a kamatdöntések irányával, mértékével és időzítésével jelzik annak restriktív vagy expanzív voltát – emelés esetén szigorítást, csökkentés esetén lazítást. Az irányadó kamatszint egy olyan kitüntetett pénzügyi eszköz kamata, amelynek alakulására a jegybanknak kizárólagos vagy legalábbis döntő befolyása van. Az aktuálisan érvényes irányadó kamatszintet, valamint a kamatdöntések mögött álló megfontolásokat a jegybank nyilvánosságra hozza. Az inflációs célkövetéses rendszerben kiemelt szerepe van a jegybanki kommunikációnak. Az átlátható, transzparens jegybanki működés biztosítja, hogy a célok elérése érdekében hozott döntéseket a nyilvánosság nyomon követhesse, a mögöttük álló szándékot megérthesse. Ezáltal a jegybank elszámoltatható a közvélemény előtt, ami hozzájárul a jegybanki célok társadalmi támogatásához és a célok könnyebb teljesíthetőségéhez. A jegybanki döntések alátámasztása az egyik fő célja a jegybanki inflációs előrejelzés és az előrejelzés hátterében álló elemzések publikálásának is. Az inflációs célkövetés tehát nem pusztán az inflációs cél számszerű kijelölését és követését jelenti. A rendszer lényegéhez minden, fentebb említett tényező hozzátartozik: a cél elsőbbrendűsége, a jegybank függetlensége, az előretekintő, az információk széles körét figyelembe vevő döntéshozatal, valamint a transzparens és elszámoltatható működés és az ezáltal megkövetelt aktív kommunikáció.

### Az inflációs célkövetés Magyarországon
A Magyar Nemzeti Bank törvényben meghatározott elsődleges célja az árstabilitás elérése és fenntartása - ennek megvalósításához az inflációs célkövetés rendszerét használja 2001 nyarától fogva.
Az inflációs célkövetés bevezetésekor a jegybank elsődleges feladata nem az árstabilitás fenntartása, hanem annak elérése volt. Ezért az első években a jegybank és a kormány nem törekedett az árstabilitásnak megfelelő inflációs szint számszerűsítésére, ehelyett 1,5-2 évre előre jelentették be az év végi célokat, ezáltal kijelölve a dezinflációs pályát (lásd a táblázatot). A mérsékelt infláció elérésével azonban 2005. augusztusban lehetőség nyílott arra, hogy az MNB középtávú inflációs célt tűzzön ki, amit a 2007-től kezdődő időszakra a 12 havi teljes fogyasztóiár-index 3%-os értékében határozott meg. A korábbi, év végi célokkal szemben a jelenlegi rezsimben a cél nem kitüntetett jövőbeli időpontokra vonatkozik, hanem folyamatosan érvényben van. A folyamatos érvényű cél legfontosabb előnye, hogy kiszámítható környezetet biztosít a gazdasági szereplők számára, segíti az inflációs várakozások lehorgonyzását, ezáltal hozzájárul ahhoz, hogy az infláció tartósan alacsony, az árstabilitásnak megfelelő szinten maradjon.
Az inflációs célkövetéses rendszerek egyik sarkalatos eleme a jegybank publikus inflációs előrejelzése. Az MNB negyedévente - márciusban, júniusban, szeptemberben és decemberben publikálja előrejelzéseit (lásd: ). Ennek oka, hogy a gazdaságot érő sokkok eltéríthetik az infláció mértékét a célként kijelölt értéktől, és a sokkok inflációs hatásainak azonnali és folyamatos semlegesítése nem lehetséges a monetáris politika lassú, sok áttételen keresztül működő hatásmechanizmusa és a gazdaság jövőbeli pályájának bizonytalanságai miatt. Azon túl, hogy ez nem lehetséges, nem is lenne kívánatos: az infláció túl gyors visszahozásának ugyanis reálgazdasági költségei lehetnek. A jegybank tehát arra törekszik, hogy a jövőbeni inflációt – az inflációs előrejelzés alapján – a kijelölt cél közelében tartsa. Az elmúlt évek tapasztalatairól az alábbi tanulmány ad részletes áttekintést: 

## Az MNB meghirdetett inflációs céljai
A Magyar Nemzeti Bank 2001-ben vezette be az inflációs célkövetés rendszerét. 2007-től a magyar inflációs célkövetés igyekezett követni az Európai Unió által ideálisnak tartott 2–3%-os célt.
Kívánt elérési dátum	Cél értéke
- 2001. december	7± 1%
- 2002. december	4,5 ± 1%
- 2003. december	3,5 ± 1%
- 2004. december	3,5 ± 1%
- 2005. december	4 ± 1%
- 2006. december	3,5 ± 1%
- 2007–től	3% (*) középtávú folyamatos cél